# Shangri - La Dee Da
Shangri-La Dee Da es el quinto álbum de estudio de la banda estadounidense de hard rock Stone Temple Pilots. Fue producido por Brendan O'Brien y publicado el 19 de junio de 2001 por Atlantic Records.

## Información general
Shangri-La Dee Da fue planeado originalmente para ser un doble álbum dedicado a la memoria de Andrew Wood, pero el concepto fue vetada por Atlantic Records. Durante la grabación del álbum, la banda también trabajó en un libro de mesa de café y documental. Ni fue puesto en libertad, sin embargo, y material de archivo limitado se puso a disposición a través del sitio oficial de la banda en forma de videos basados en el desempeño en vivo. Shangri-La Dee Da, fue certificado disco de oro por la RIAA y la CRIA.

## Lista de canciones
1. "Dumb Love" – 2:51
2. "Days of the Week" – 2:35
3. "Coma" – 3:41
4. "Hollywood Bitch" – 2:43
5. "Wonderful" – 3:47
6. "Black Again" – 3:26
7. "Hello It's Late" – 4:22
8. "Too Cool Queenie" – 2:47
9. "Regeneration" – 3:55
10. "Bi-Polar Bear" – 5:04
11. "Transmissions From a Lonely Room" – 3:15
12. "A Song for Sleeping" – 4:15
13. "Long Way Home" – 4:32

## Posiciones en las listas

### Listas semanales
| Lista (2001)                         | Posición más alta |
| ------------------------------------ | ----------------- |
| Australia (ARIA)                     | 35                |
| Canadá (Billboard Canadian Albums)   | 5                 |
| Alemania (Offizielle Top 100)        | 72                |
| Escocia (Scottish Albums Chart)      | 99                |
| UK Albums (OCC)                      | 105               |
| Reino Unido (UK Rock & Metal Albums) | 13                |
| Estados Unidos (Billboard 200)       | 9                 |

| Lista (2024)                       | Posición más alta |
| ---------------------------------- | ----------------- |
| Hungarian Physical Albums (MAHASZ) | 29                |

### Listas de fin de año
| Lista (2001)                        | Posición |
| ----------------------------------- | -------- |
| Canadian Albums (Nielsen SoundScan) | 191      |

### Sencillos
Sencillos - Billboard (América del Norte)
| Año  | Sencillo           | Lista                                 | Posición |
| ---- | ------------------ | ------------------------------------- | -------- |
| 2001 | "Days of the Week" | US Mainstream Rock (Billboard)        | 4        |
| 2001 | "Days of the Week" | US Modern Rock Tracks (Billboard)     | 5        |
| 2001 | "Days of the Week" | US Bubbling Under Hot 100 (Billboard) | 1        |
| 2001 | "Hollywood Bitch"  | US Mainstream Rock (Billboard)        | 25       |
| 2001 | "Hollywood Bitch"  | US Modern Rock Tracks (Billboard)     | 29       |